# Hilmija Bešlagić
Hilmija Bešlagić (Banja Luka, 12. srpnja 1889. – Buenos Aires, 1. prosinca 1977.), hrvatski političar, građevinski inženjer, veliki župan velike župe Pliva i Rama i ministar NDH.

## Životopis
Himlija Bešlagić rođen je u Banjoj Luci 12. srpnja 1899. godine. Nakon studija radi kao inženjer od 1926. u Građevinskom odsjeku Vrbaske oblasti (poslije Vrbaska banovina) u Banjoj Luci. Godine 1931. osnovao je poduzeće za projektiranje i izvođenje radova svih vrsta niske i visoke gradnje. Bio je član JMO-a do 1935., ali iz nje istupa sbog odluke vodstva stranke da pristupi JRZ-u. Jedan je od utemeljitelja i član Glavnog odbora Narodne uzdanice. Nakon uspostave NDH u travnju 1941. postavljen je za zamjenika ustaškog stožernika, a u lipnju za velikog župana velike župe Plive i Rame. Tu dužnost obnaša do 1. srpnja, kada je imenovan ministrom prometa i javnih radova, što ostaje do 11. listopada 1943. U napadu partizana na Banju Luku za Novu godinu 1944. zarobljen je, ali se uspijeva spasiti, kada su ga zarobljenog partizani vodili prema Jajcu, gdje su uzput sreli njemačku postrojbu i razbježali se. U svibnju 1945. povlači se s ostalim dužnosnicima NDH u Austriju, a poslije se nastanjuje u Argentinu gdje i umire 1. prosinca 1977.